# Hełm wz. 2000
O Hełm wz. 2000 é um capacete de combate usado pelo Exército Polonês. Foi retirado do serviço polonês em favor do capacete wz. 2005.

## Operadores
- Polónia: Usado pelas Forças Armadas Polonesas até ser substituído pelo capacete wz. 2005.
- Ucrânia: Durante a guerra em Donbass e a invasão russa, cerca de 2.000 capacetes foram comprados em grande quantidade a partir de excedentes militares na Polônia e enviados para unidades de combate.[1]

## Galeria

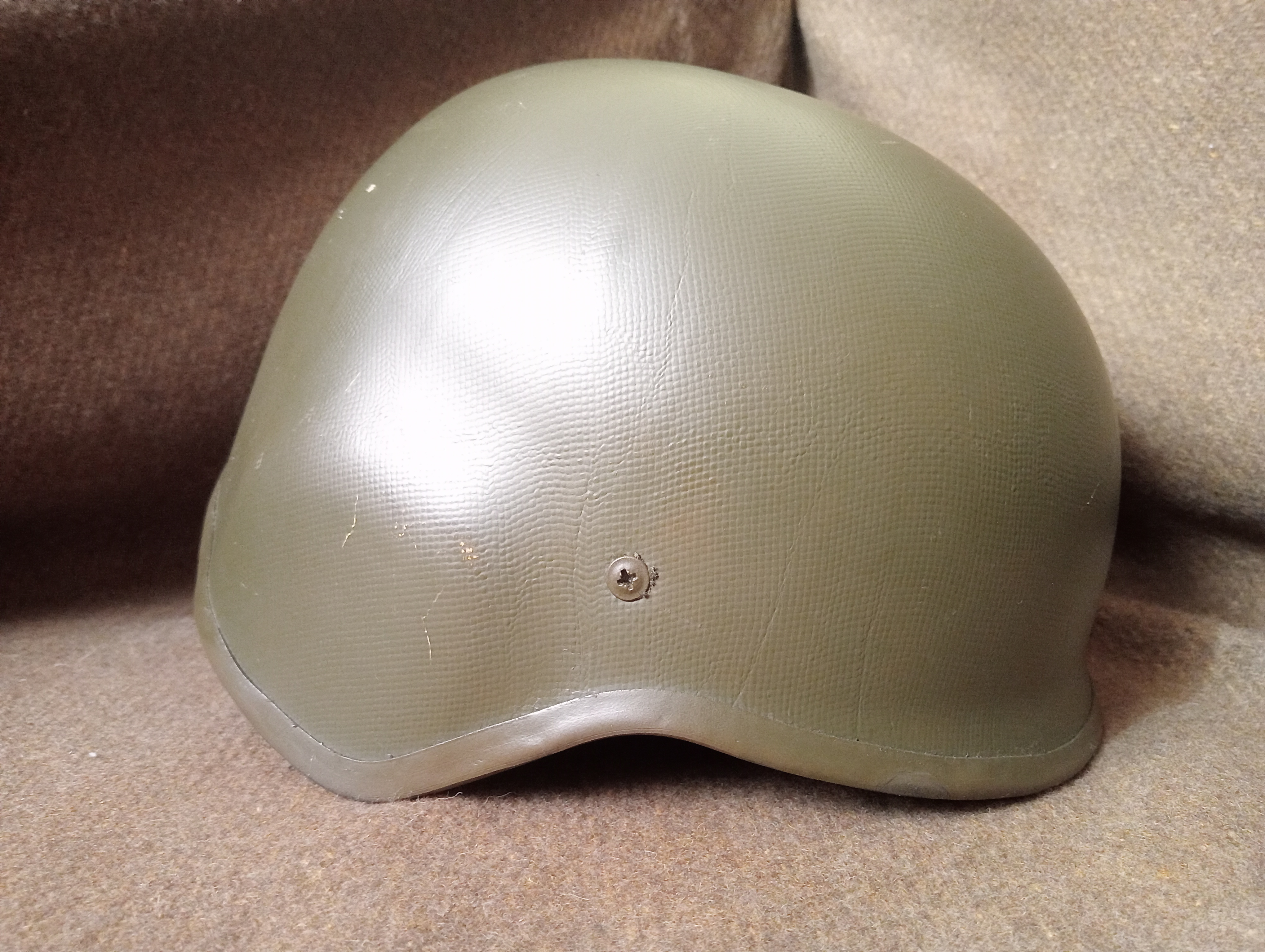
Capacete wz. 2000 sem capa de tecido.
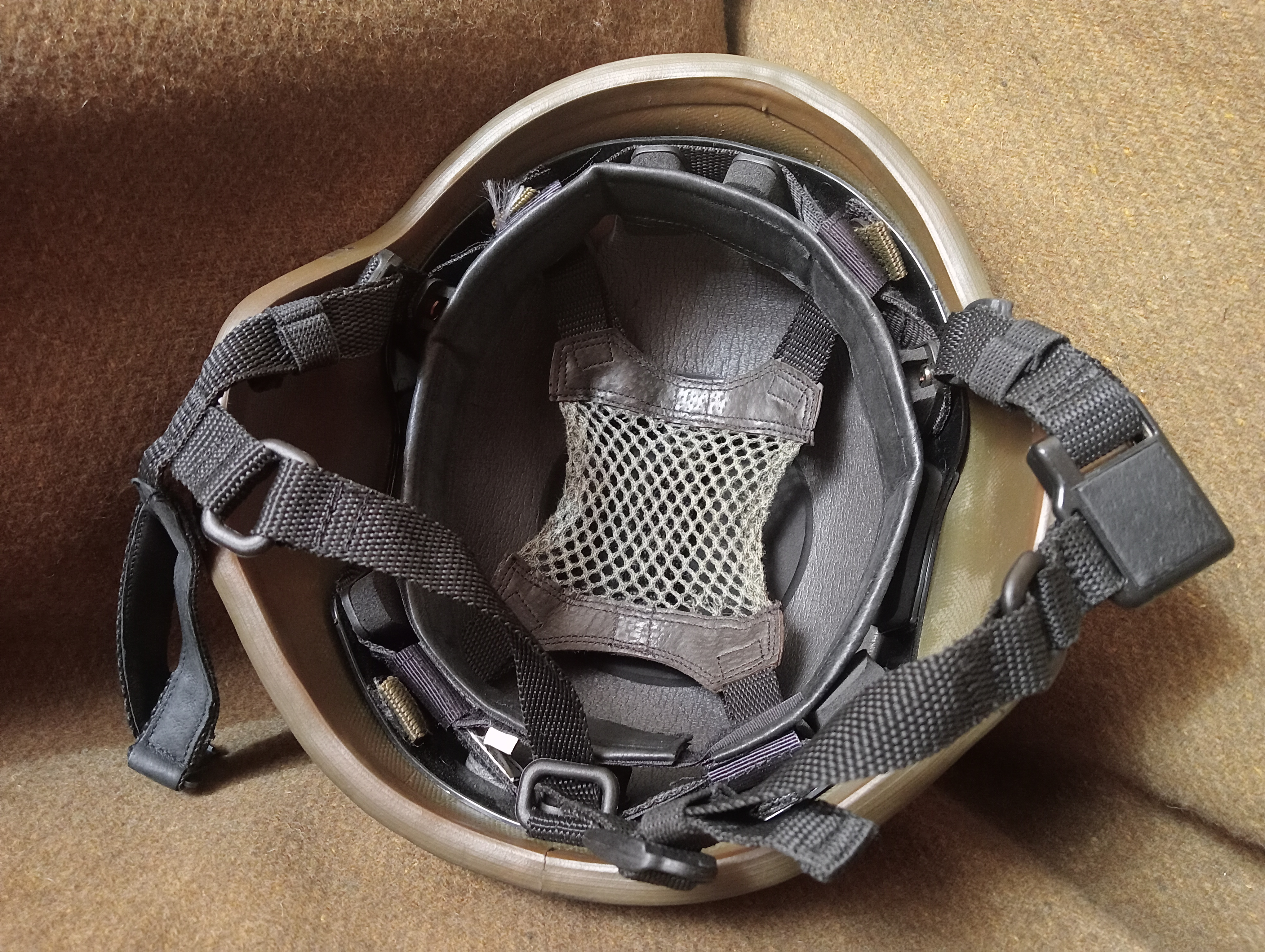
Interior de um capacete wz. 2000.
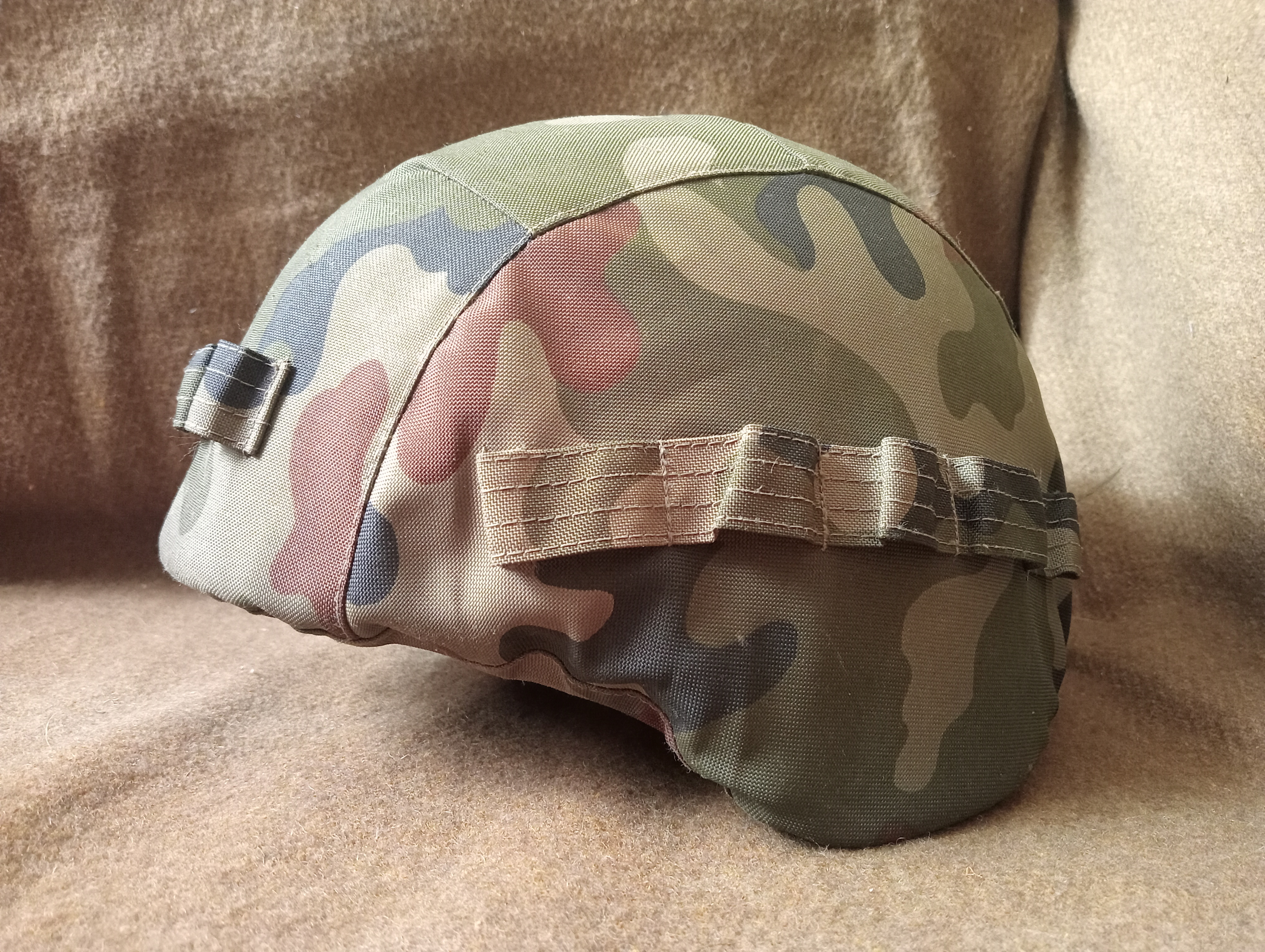
Capacete wz. 2000 com capa de tecido camuflado Pantera wz. 93.
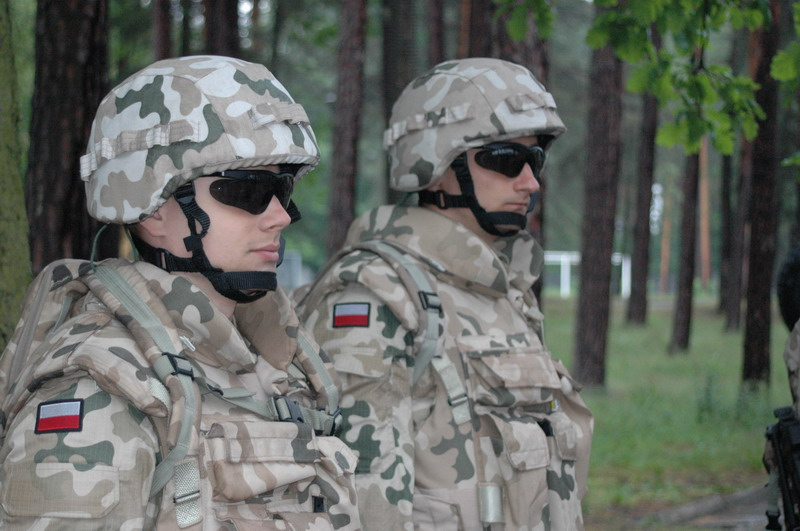
Capacetes wz. 2000 com cobertura de tecido na versão desértica do wz. 93 Pantera, 2005.
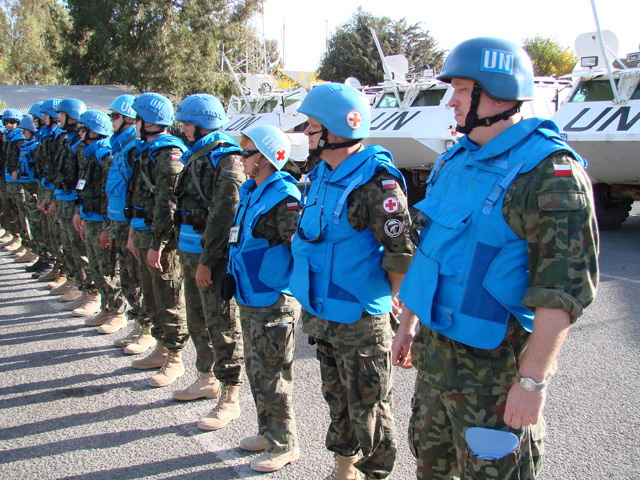
Soldados poloneses durante missão da ONU na Síria, 2007.
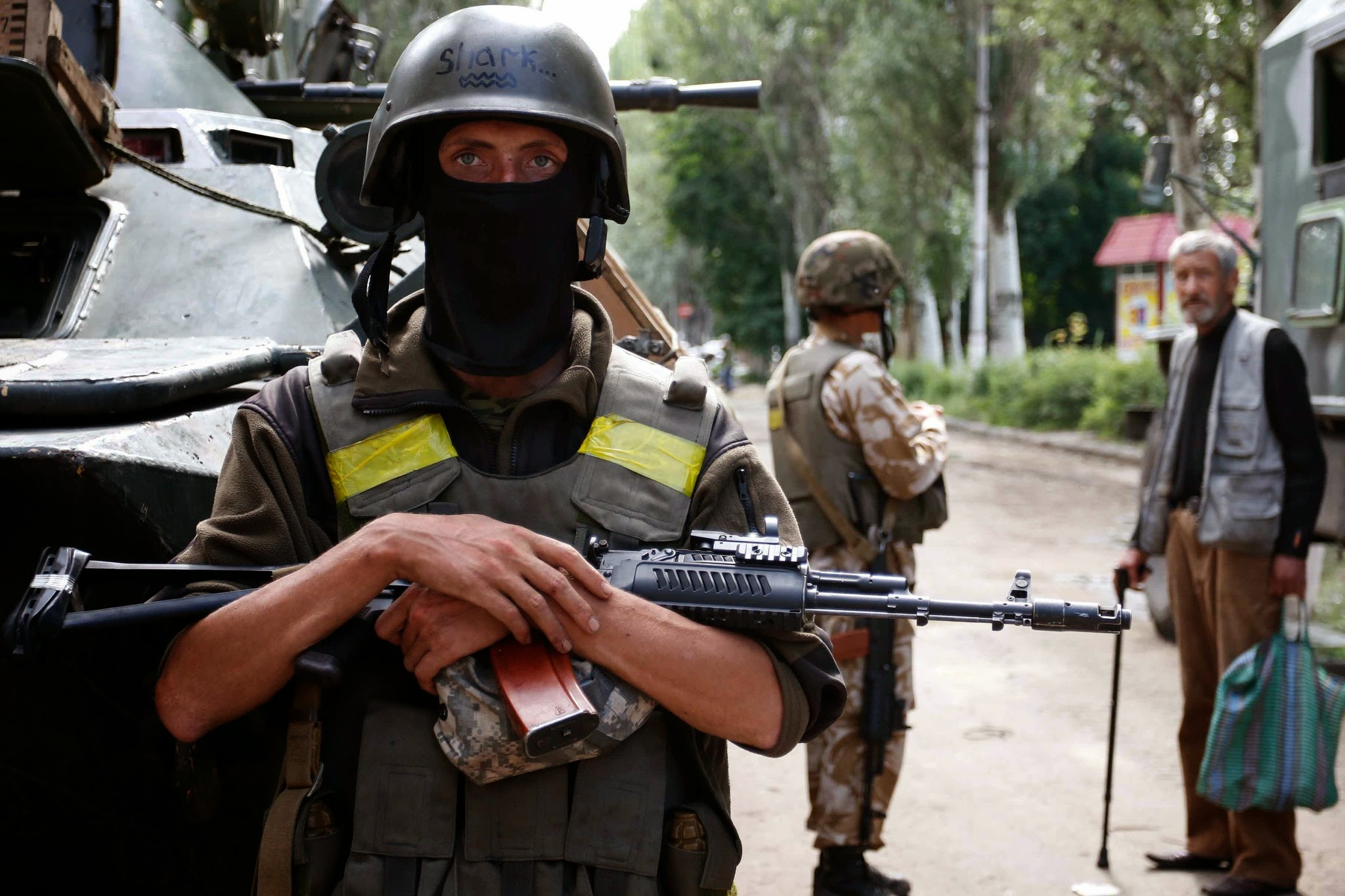
Soldados ucranianos em Sloviansk, 9 de julho de 2014.
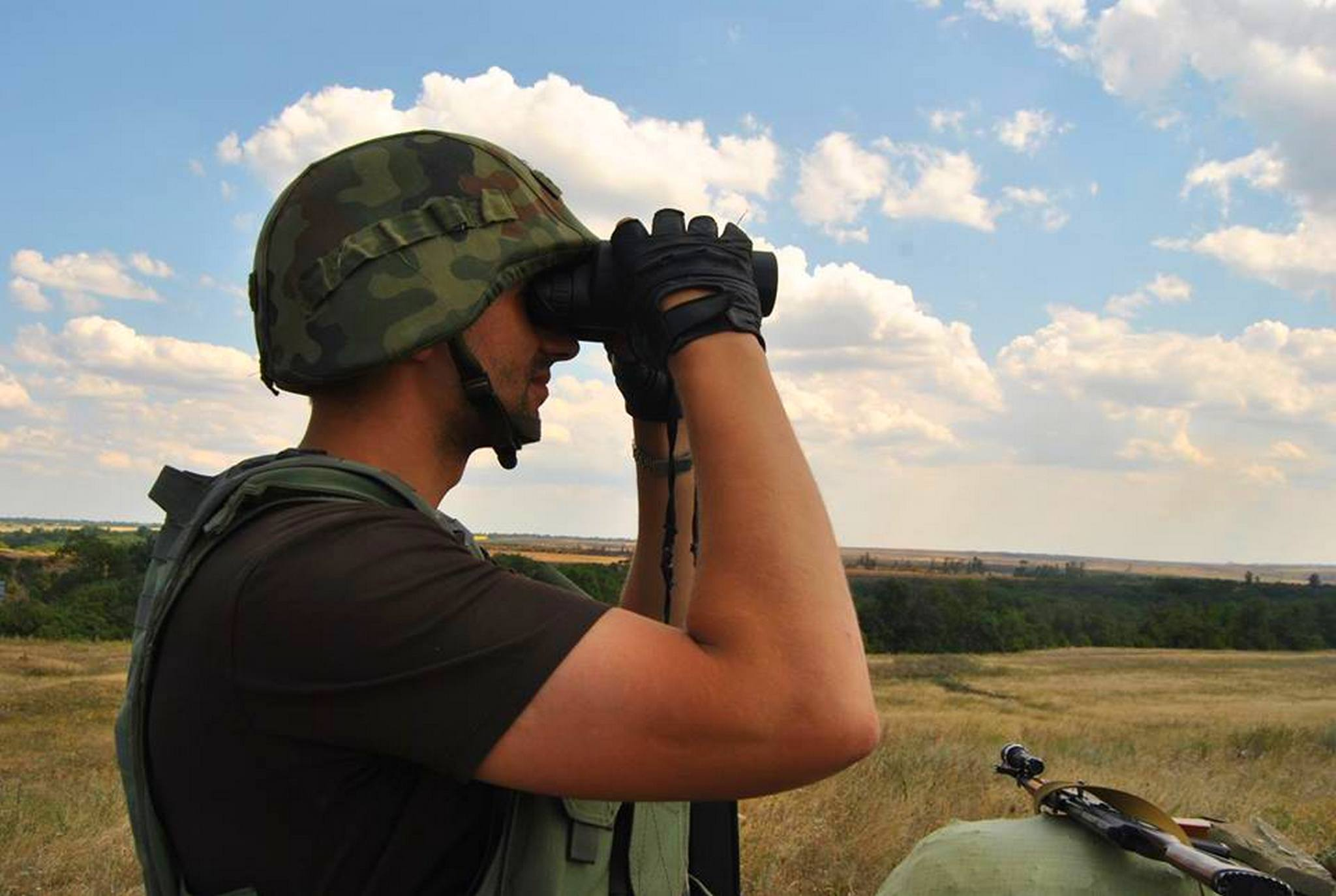
Guerra em Donbas, 2016.